# Lauryn Hill
Pour les articles homonymes, voir Hill.
Lauryn Hill (née le 26 mai 1975 à East Orange, dans le New Jersey) est une auteure-compositrice-interprète bénino-américaine de hip-hop et de RnB. Elle a été membre du groupe Fugees.
Élevée à South Orange (New Jersey), elle commence à chanter avec sa famille. Elle jouit du succès en tant que chanteuse à son jeune âge, participant fréquemment à un soap opera appelé As the World Turns et dans le film Sister Act 2. Au lycée, elle fait la rencontre de Pras Michel avec qui elle démarre un groupe que rejoint par la suite son ami, Wyclef Jean. Ils se renomment les Fugees et publient deux albums, Blunted on Reality en 1994 et The Score en 1996. Ce dernier se vendra à plus de 6 millions d'exemplaires aux États-Unis.
The Miseducation of Lauryn Hill, publié en 1998, est, en date, le seul album solo de la chanteuse. Elle y conte sa vie dans le genre neo soul. L'album est très bien accueilli par la presse spécialisée et atteint la première place du classement Billboard 200, se vendant aux États-Unis à plus de 8 millions d'exemplaires. Il contient les singles Doo Wop (That Thing) (aussi classé premier), Ex-Factor, et Everything Is Everything. Elle remporte grâce à l'album cinq prix à la 41e édition des Grammy Awards.
Peu après, Lauryn Hill est de plus en plus populaire dû à son succès, continue les scènes, les interviews et les chansons. Son dernier album, le live MTV Unplugged No. 2.0 publié en 2002, divise la presse spécialisée et se vend faiblement comparé au premier. La chanteuse apparaît ensuite de temps à autre en tournée.
En 2015, Lauryn Hill apparaît sur l’album Nina Revisited A Tribute to Nina Simone.

## Biographie

### Jeunesse
Lauryn Hill est née le 26 mai 1975, à East Orange, dans le New Jersey d'une mère anglaise, Valerie Hill et d'un consultant informatique à Mal Hill. Elle a un frère aîné, Malaney (né en 1972),. Sa famille baptiste emménage à New York et à Newark pendant quelque temps avant de s'installer à South Orange, dans le New Jersey. Lauryn Hill fréquente l'école Columbia High School à Maplewood dans la banlieue ouest de New York, où elle commence à chanter et à jouer à un très jeune âge.

### Carrière

#### Débuts etThe Fugees(1995–1997)
Elle rencontre là-bas Pras Michel qui est son camarade de classe, et son grand ami Wyclef Jean avec qui ils forment le groupe The Rap Translators (le nom The Tranzlator Crew n'ayant été attribué qu'a posteriori, car c'est sous le nom de The Rap Translators que le groupe commence à se produire et enregistrer) en 1989 alors que Lauryn n'a que 13 ans.
Parallèlement à son activité au sein des Rap Translators, Lauryn Hill fait ses débuts en tant que comédienne et continue ses études à l'université Columbia. Elle joue dans les shows télévisés As the World Turns (dans le rôle de Kira Johnson en 1991) et le film Sister Act 2 sortie en 1993 aux côtés de Whoopi Goldberg, film dans lequel elle démontre ses talents vocaux au grand public. Plus tard, Lauryn Hill jouera aussi dans le film de Steven Soderbergh King Of The Hill (en tant qu'Arletta, l'opératrice d'ascenseur), la pièce Club 127 et les films animés Hav Plenty (1997) et Restaurant (1998).
En 1994, les membres de Rap Translators sont contraints de changer de nom afin d'éviter toute confusion et conflit avec un autre groupe du même nom. Le groupe devient alors The Fugees. Leur premier album Blunted on Reality était musicalement très prometteur mais n'a pas atteint ses objectifs en matière commerciale, lors de sa parution. Il fut suivi par The Score, un disque qui fut plusieurs fois disque de Platine ce qui a installé les Fugees dans un succès international.

#### The Miseducation of Lauryn Hill(1997–1999)

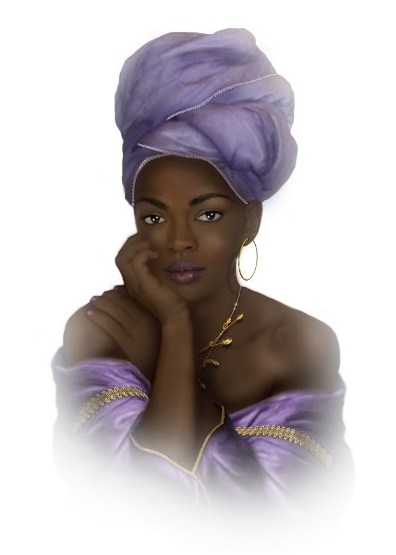
Représentation de Lauryn Hill par l'artiste boki.b.

Le premier album de Lauryn Hill s'intitule The Miseducation of Lauryn Hill, enregistré entre 1997 et 1998 aux Tuff Gong Studios en Jamaïque,. Le titre s'inspire de l'ouvrage The Mis-Education of the Negro de Carter G. Woodson et de The Education of Sonny Carson, un ouvrage autobiographique. L'album fait participer D'Angelo, Carlos Santana, Mary J. Blige et John Legend. Wyclef Jean ne compte initialement pas participer à l'enregistrement de cet album, mais offre finalement à Lauryn Hill son aide à la production ; Lauryn Hill refuse. Plusieurs chansons de l'album font part de sa frustration avec The Fugees ; I Used to Love Him parle de sa rupture avec Wyclef Jean. D'autres chansons comme To Zion parlent de sa décision d'avoir son premier enfant,.
Publié le 25 août 1998, l'album est bien accueilli par la presse spécialisée et est l'album le mieux noté de l'année 1998. La presse loue l'album pour son mélange de RnB, doo-wop, pop, hip-hop, et reggae et sa représentation fidèle de la vie et des relations d'une femme. David Browne, rédacteur à Entertainment Weekly, le considère comme « un album plein de force et d'émotion », et félicite Lauryn Hill pour son « alternance entre chant et rap, évoquant à la fois passé et futur. » Il compte plus de 423 000 exemplaires vendus en une semaine et atteint le Billboard 200 pendant quatre semaines ainsi que les Billboard RnB Albums pendant six semaines. Il compte près de 8 millions d'exemplaires total vendus aux États-Unis et 12 millions à l'international. Entre 1998 et 1999, Lauryn Hill gagne $25 millions de ses ventes et de ses tournées. Le premier single de l'album, Lost Ones, atteint la 27e place des classements au printemps 1998. Le deuxième single, Doo Wop (That Thing), débute premier du Billboard Hot 100. Les autres singles ayant atteint les classements sont Ex-Factor, Everything Is Everything et To Zion. Dans le Pazz and Jop Critics Poll de 1998, Miseducation est classé second dans la liste des meilleurs albums, et Doo Wop (That Thing) second des meilleurs singles. En novembre 1998, elle met au monde son deuxième enfant, Selah Louise,.
Dans sa course à la 41e édition des Grammy Awards en 1999, Lauryn Hill devient la première femme nommée de l'année. Hormis pour Miseducation, elle est nommée pour sa participation de Can't Take My Eyes Off You pour le film Conspiracy Theory sorti en 1997, qui apparaît dans les classements Billboard et pour sa participation à la production et l'écriture de la chanson A Rose Is Still a Rose, un succès pour Aretha Franklin. Elle pose pour plusieurs couvertures de magazine, comme Time', Esquire, Rolling Stone, Teen People et The New York Times Fashion Magazine. Pendant la cérémonie, Lauryn Hill atteint un nouveau record en devenant la première femme récompensée cinq fois en une nuit, dans les catégories « album de l'année », « meilleur album de RnB », « meilleure chanson de RnB », « meilleure performance rap/hip-hop féminine », et « meilleure nouvelle artiste ».
En février 1999, Lauryn Hill est récompensée quatre fois à la 30e édition des NAACP Image Awards. En mai 1999, elle devient la plus jeune femme nommée dans la liste des 100 afro-américaines influentes du magazine Ebony. En novembre la même année, elle est nommée par le même magazine comme l'un des 10 artistes de l'avenir par Ebony 2000: Special Millennium Issue.
En 1999, elle participe au concert donné à la mémoire de Bob Marley, (One love Bob Marley all star : A tribute to Bob Marley) avec plus d'une vingtaine de personnalités, de chanteurs (Lauryn Hill, Queen Latifah, Tracy Chapman, etc.,).

#### Divers (2000–2009)
En 2001, elle enregistre un album live de nouvelles chansons, MTV Unplugged No. 2.0. Accompagnée seulement d'une guitare, elle se concentre plus sur le message qu'elle veut faire passer, inspirée par ses convictions politiques et religieuses.
En 2004 elle fait une apparition sur scène dans un documentaire musical de Michel Gondry: Dave Chappelle's Block Party, reformant pour l'occasion les Fugees aux côtés de Wyclef Jean et de Pras Michel. Elle apparait en tant que chanteuse dans les bandes originales des films Complots (Conspiracy Theory) en 1997 avec la chanson Can't take My Eyes Off You et Divine Secrets of the Ya-Ya Sisterhood en 2001 avec la chanson Selah, dédiée à sa fille du même prénom. Elle a de plus enregistré une toute nouvelle chanson intitulée Lose Myself (en) pour la bande sonore du film Les Rois de la glisse en 2007. Un nouveau titre est apparu en 2008, il s'intitule World is a hustle.
Depuis 2007, son statut vacille entre silence radio et quelques concerts (quand ils ne sont pas annulés) dans lesquels Lauryn Hill interprète des chansons nouvelles, non commercialisées telles que Take Too Much (Rich Man), Guarding The Gates. Malgré quelques rumeurs persistantes sur la toile, aucun album n'est officiellement prévu pour l'instant. D'habitude si secrète, l'ex-membre des Fugees s'est exprimée pour la première fois en dix ans sur sa disparition de la scène musicale. Dans une interview accordée au site NPR, Lauryn Hill évoque notamment les raisons de ce départ précipité : « Il y en a eu plusieurs. Mais c'est en partie à cause du système de soutien dont j'avais besoin et qui n'était pas en place. Il y a eu aussi des raisons personnelles, des choses que j'ai faites pour me dire que ça valait le coup[réf. nécessaire]. » Mais même si l'artiste n'est pas en totale harmonie avec l'industrie du disque, elle n'exclut pas un éventuel retour en studio dans les prochains mois : « J'essaie d'élargir ma gamme et de chanter plus. Avec les Fugees et même avec l'album The Miseducation, c'était vraiment hip-hop, toujours chanté sur des beats. Je ne pense pas que le public m'ait entendu réellement chanter. Si je retourne en studio, peut-être que ce sera différent. Les gens en entendront plus. »

#### Activités (2010–...)
Quelques chansons furent confectionnées depuis 2007, 2008 avec Lose Myself (sur la BO du film d'animation Les Rois de la glisse), World is a Hustle entre autres exemples. Néanmoins, en mettant de côté l'année 2009 où Lauryn Hill a annulé une majeure partie de ses dates de tournée, elle n'a de cesse de parcourir les nations et chanter sur scène ses chansons revisitées. En juin 2010, elle évoque la possibilité d'enregistrer un nouvel album.
Lauryn Hill est en concert à l'Olympia de Paris pour une unique date en France, le 16 avril 2012. Sa prestation reçoit un accueil mitigé. Le 4 octobre 2012, elle participe au concert Orange ROCKCORPS organisé au dôme de Marseille. À la suite de sa condamnation pour fraude fiscale en mai 2013, elle est sous le coup d'une injonction légale lui donnant une date butoir pour sortir de nouvelles chansons, afin de payer ses dettes.
Ms. Lauryn Hill propose deux concerts à Paris, à l'Accor Arena Bercy les 18 et 19 octobre 2024.
Elle monte sur scène avec un ensemble de musiciens et chanteurs dont Wyclef Jean membre des Fugees.

### Vie privée
Lauryn Hill a six enfants : Zion David-Nesta né en 1997, Selah Louise née en 1998, Joshua né en 2001, John né en 2003, Sarah née en 2008 et un garçon né en 2011, Michael Roman.
Son compagnon, Rohan Marley, l'un des fils de Bob Marley, est un ancien joueur de football de l'Université de Miami. Il l’a quittée alors qu'elle était enceinte de son dernier enfant déclarant qu'il n'en était pas le père.

## Affaires judiciaires
Le lundi 6 mai 2013, Lauryn Hill est condamnée par un tribunal de Newark, dans le New Jersey, à trois mois de prison et trois mois supplémentaires de résidence surveillée. Sa cellule doit l'accueillir à partir du 8 juillet 2013. En cause, des revenus de 1,8 million de dollars non déclarés entre 2005 et 2007. S'ajoutent aussi à cela les taxes fédérales et d'État impayées en 2008 et 2009, élevant le total des montants dus par la chanteuse à 2,3 millions de dollars. Avant la décision du tribunal, son avocat a assuré qu'elle s'est déjà acquittée de 970 000 dollars de dettes. Ses démêlés avec la justice l'encouragent à publier de nouvelles chansons. Elle explique sur son Tumblr la parution de son nouveau titre Neurotic Society. Elle était en effet sous le coup d'une injonction légale et les autorités judiciaires lui auraient fixé une « date limite » de sortie.

## Discographie

### Albums studio
- 1998 : The Miseducation of Lauryn Hill (album classé parmi les 50 plus grands albums de tous les temps catégorie Women who rock par Rolling Stone)[31]
- 2002 : MTV Unplugged No. 2.0

### Albums collaboratifs
- 1994 : Blunted on Reality (avec les Fugees)
- 1996 : The Score (avec les Fugees)

## Filmographie
- 1991 : As the World Turns : Kira Johnson
- 1993 : King of the Hill de Steven Soderbergh : Arletta, la fille de l'ascenseur
- 1993 : Sister Act, acte 2 de Bill Duke : Rita Louise Watson
- 1998 : Restaurant (en) d'Eric Bross : Leslie
- 2006 : Dave Chappelle's Block Party de Michel Gondry : Elle-même
- 2014 : Concerning Violence de Göran Hugo Olsson : Narratrice

## Distinctions
| Catégorie                                           | Genre   | Chanson/album                                                          | Année | Résultat   |
| --------------------------------------------------- | ------- | ---------------------------------------------------------------------- | ----- | ---------- |
| Meilleure performance vocale d'un groupe/duo de rap | RnB     | Killing Me Softly                                                      | 1996  | Lauréat    |
| Meilleur album de rap                               | Hip-hop | The Score                                                              | 1996  | Lauréat    |
| Album de l'année                                    | Pop     | The Score                                                              | 1996  | Nomination |
| Meilleur chant pop féminin                          | Pop     | Can't Take My Eyes Off You                                             | 1998  | Nomination |
| Meilleure performance féminine en solo              | Hip-hop | Lost Ones                                                              | 1998  | Nomination |
| Meilleure performance féminine en solo              | RnB     | Doo Wop (That Thing)                                                   | 1998  | Lauréat    |
| Meilleure performance vocale d'un groupe/duo de RnB | RnB     | Nothing Even Matters avec D'Angelo                                     | 1998  | Nomination |
| Meilleure chanson de RnB (pour l'auteur)            | RnB     | A Rose Is Still A Rose - par Aretha Franklin                           | 1998  | Nomination |
| Meilleure chanson de RnB (pour l'auteur)            | RnB     | Doo Wop (That Thing)                                                   | 1998  | Lauréat    |
| Meilleur album de RnB                               | RnB     | The Miseducation of Lauryn Hill                                        | 1998  | Lauréat    |
| Meilleure performance féminine en solo              | Hip-hop | Lost Ones                                                              | 1998  | Nomination |
| Meilleure nouvelle artiste                          | Pop     | N/A                                                                    | 1998  | Lauréat    |
| Album de l'année                                    | Pop     | The Miseducation of Lauryn Hill                                        | 1998  | Lauréat    |
| Album de l'année                                    | Pop     | Supernatural                                                           | 2000  | Lauréat    |
| Meilleur clip vidéo                                 | Général | Everything Is Everything                                               | 2000  | Nomination |
| Meilleure chanson de RnB (pour l'auteur)            | RnB     | All That I Can Say - Mary J. Blige                                     | 2000  | Nomination |
| Meilleure collaboration pop avec chant              | Pop     | Turn Your Lights Down Low, avec Bob Marley, soundtrack de The Best Man | 2001  | Nomination |
| Meilleure performance féminine en solo              | Hip-hop | Mystery Of Iniquity                                                    | 2003  | Nomination |
| Meilleure performance vocale d'un groupe/duo de rap | RnB     | So High, avec John Legend                                              | 2005  | Nomination |